# Foszfomicin
A foszfomicin antibiotikum, melyet a Streptomycines nemhez tartozó bizonyos baktériumfajok állítanak elő. Elsősorban a vizeletkiválasztó rendszer fertőzésekor használják sokféle baktérium ellen. Általában egyetlen nagy adagban adják.
Kevés mellékhatása van, de a kezelés alatt gyakran kifejlődik a baktérium-rezisztencia, ezért a szert nem lehet ismétlődő fertőzések ellen használni.
Komoly fertőzés esetén is számolni kell a baktérium-rezisztenciával.
A VIII. Magyar Gyógyszerkönyvben az alábbi neveken hivatalos:
| Foszfomicin-kalcium    | Fosfomycinum calcicum   |
| Foszfomicin-nátrium    | Fosfomycinum natricum   |
| Foszfomicin-trometamol | Fosfomycinum trometamol |

## Készítmények
A gyógyszerpiacon számos gyógyszerkészítmény alkotórésze.
Magyarországon három készítményben található:
- FOSFOMYCIN EXELTIS 3 g granulátum belsőleges oldathoz
- FOSFOMYCIN LADEEPHARMA 3 g granulátum belsőleges oldathoz
- MONURAL 3 g granulátum

## Fordítás
- Ez a szócikk részben vagy egészben  a   Fosfomycin című angol Wikipédia-szócikk fordításán alapul.  Az eredeti cikk szerkesztőit annak laptörténete sorolja fel. Ez a jelzés csupán a megfogalmazás eredetét és a szerzői jogokat jelzi, nem szolgál a cikkben szereplő információk forrásmegjelöléseként.